# Ken'ichi Yamamoto
Pour les articles homonymes, voir Yamamoto.
Ken'ichi Yamamoto (en japonais 山本兼一), né le 23 juillet 1956 à Kyoto – mort le 13 février 2014 dans la même ville , est un écrivain japonais.
Après avoir travaillé pour un éditeur, il devient écrivain. En 2004, il emporte le prix Seichō Matsumoto pour Katen no shiro et en 2009 le prix Naoki pour Rikyū ni tazune yo. Ces deux ouvrages ont été adaptés au cinéma.